# Adam Silver
Adam Silver (Rye, 25 de abril de 1962) é um advogado americano e comissário da National Basketball Association, ocupando esse cargo desde 1º de fevereiro de 2014. Em 25 de outubro de 2012, Silver foi aprovado por David Stern para ser o próximo comissário da NBA, quando Stern anunciou que deixaria o cargo.

## Início da vida
Silver é judeu, e nasceu em uma família judia no norte de Nova Iorque, no subúrbio de Rye em Westchester County, filho de um sócio de direito da Proskauer Rose. Desde adolescente, Silver é fã do New York Knicks.
Graduou-se na Rye High School, e, em seguida, foi para a Universidade de Duke em 1984. Ele trabalhou como assessor legislativo para o congressista Les Aucoin 1984-1985. Formou-se em Direito pela Universidade de Chicago em 1988.

## Comissário da NBA
Em 25 de outubro de 2012, o Conselho da NBA, escolheu Silver por unanimidade para suceder David Stern no cargo de comissário a partir de 1º fevereiro de 2014. Em 29 de abril de 2014, Silver baniu o proprietário do Los Angeles Clippers, Donald Sterling, pelo resto de sua vida, em resposta a comentários racistas feitos por Sterling, durante uma conversa privada com sua namorada. Além disso, Silver multou Sterling em $2,5 milhões, o máximo permitido nos termos da Constituição da NBA, e pediu que os proprietários de equipes votassem para forçar Sterling a vender os Clippers.